# 鲍里斯·特雷瓦斯
鲍里斯·叶菲莫维奇·特雷瓦斯（俄语：Борис Ефимович (Вениамин Хаймович) Трейвас，1898年？月？日—1937年8月16日）是苏联共青团的负责人，是尼基塔·谢尔盖耶维奇·赫鲁晓夫的长子列昂尼德·尼基托维奇·赫鲁晓夫妻子的叔叔。

## 生平
1898年，出生。
1918年，入党。
1922年，任共青团莫斯科委员会书记。
1923年，支持列夫·达维多维奇·托洛茨基。
1934年，任联共卡卢加省委第一书记。
1937年，因大清洗，遭害。
1955年，平反。